# Hylomyscus baeri
Hylomyscus baeri  (Heim de Balsac & Aellen, 1965) è un roditore della famiglia dei Muridi diffuso nell'Africa occidentale.

## Descrizione

### Dimensioni
Roditore di piccole dimensioni, con la lunghezza della testa e del corpo tra 82 e 115 mm, la lunghezza della coda tra 95 e 141 mm, la lunghezza del piede tra 21 e 23 mm, la lunghezza delle orecchie tra 14 e 19 mm e un peso fino a 36 g.

### Aspetto
Le parti superiori sono bruno-fulve, mentre le parti ventrali sono bianche. Una linea giallastra separa distintamente le due parti lungo i fianchi. La coda è più lunga della testa e del corpo e termina con un ciuffo di peli. Le femmine hanno 2 paia di mammelle pettorali e 2 paia inguinali.

## Biologia

### Comportamento
È una specie arboricola e notturna.

## Distribuzione e habitat
Questa specie è diffusa nella Costa d'Avorio sud-orientale, nel Ghana sud-occidentale e nella Sierra Leone orientale.
Vive nelle foreste tropicali di pianura fino a 500 metri di altitudine.

## Conservazione
La IUCN Red List, considerato l'areale limitato e il continuo declino nella qualità del proprio habitat a causa della deforestazione, classifica H.baeri come specie in pericolo (EN).